# Командний чемпіонат Європи зі спортивної ходьби 2025
Командний чемпіонат Європи зі спортивної ходьби 2025 був проведений 18 травня в Подєбрадах.
Рішення виконавчого комітету Європейської легкоатлетичної асоціації про проведення трьох поспіль (у 2021, 2023 та 2025 роках) першостей (з перейменуванням змагань з «Кубку Європи» на «Командний чемпіонат Європи») було оприлюднено 22 травня 2019.

## Призери

### Чоловіки

#### 20 км
| Першість | Золото                                                                            | Золото     | Срібло                                                                                   | Срібло     | Бронза                                                              | Бронза     |
| -------- | --------------------------------------------------------------------------------- | ---------- | ---------------------------------------------------------------------------------------- | ---------- | ------------------------------------------------------------------- | ---------- |
| Особиста | Пол Мак-Грат Іспанія                                                              | 1:18.05 CR | Франческо Фортунато Італія                                                               | 1:18.16 PB | Габріель Бордьє Франція                                             | 1:18.23 PB |
| Командна | Іспанія Пол Мак-Грат (1) Альваро Лопес (6) Іван Лопес (9) Хосе Мануель Перес (17) | 16         | Італія Франческо Фортунато (2) Андреа Козі (4) Мікеле Антонеллі (10) Ніколо Ломушіо (12) | 16         | Угорщина Мате Гелебрандт (13) Бенце Веньєрчан (14) Норберт Тот (23) | 50         |

#### 35 км
| Першість | Золото                                                                                   | Золото     | Срібло                                                                                | Срібло     | Бронза                                                                    | Бронза     |
| -------- | ---------------------------------------------------------------------------------------- | ---------- | ------------------------------------------------------------------------------------- | ---------- | ------------------------------------------------------------------------- | ---------- |
| Особиста | Массімо Стано Італія                                                                     | 2:20.43 WR | Крістофер Лінке Німеччина                                                             | 2:23.21 NR | Мігель Анхель Лопес Іспанія                                               | 2:23.48 NR |
| Командна | Італія Массімо Стано (1) Ріккардо Орсоні (4) Маттео Джуппоні (9) Теодоріко Капоразо (20) | 14         | Іспанія Мігель Анхель Лопес (3) Данієль Чамоза (7) Мануель Бермудес (8) Марк Тур (19) | 18         | Німеччина Крістофер Лінке (2) Йоганнес Френцль (14) Йонатан Гільберт (15) | 31         |

#### 10 км(U20)
| Першість | Золото                                                             | Золото   | Срібло                                                                  | Срібло | Бронза                                                               | Бронза   |
| -------- | ------------------------------------------------------------------ | -------- | ----------------------------------------------------------------------- | ------ | -------------------------------------------------------------------- | -------- |
| Особиста | Джузеппе Дізабато Італія                                           | 39.28 CR | Йоан Кероль Серрано Іспанія                                             | 40.58  | Алессіо Коппола Італія                                               | 41.09 PB |
| Командна | Італія Джузеппе Дізабато (1) Алессіо Коппола (3) Ніколо Відаль (4) | 4        | Іспанія Йоан Кероль Серрано (2) Пабло Гонсалес (5) Данієль Монфорт (18) | 7      | Україна Роман Горбачов (7) Едуард Муравський (10) Ілля Тишкевич (20) | 17       |

### Жінки

#### 20 км
| Першість | Золото                                                                      | Золото     | Срібло                                                                               | Срібло     | Бронза                                                                                     | Бронза     |
| -------- | --------------------------------------------------------------------------- | ---------- | ------------------------------------------------------------------------------------ | ---------- | ------------------------------------------------------------------------------------------ | ---------- |
| Особиста | Людмила Оляновська Україна                                                  | 1:27.56 SB | Клеманс Беретта Франція                                                              | 1:28.05 NR | Полін Сте Франція                                                                          | 1:28.18 PB |
| Командна | Франція Клеманс Беретта (2) Полін Сте (3) Ана Делаає (10) Каміль Мутар (15) | 15         | Іспанія Антія Чамоза (4) Паула Хуарес (6) Лідія Санчес-Пуебла (7) Лусія Редондо (19) | 17         | Україна Людмила Оляновська (1) Марія Сахарук (9) Олена Собчук (14) Валерія Шоломіцька (18) | 24         |

#### 35 км
| Першість | Золото                                                                   | Золото     | Срібло                                                               | Срібло     | Бронза                | Бронза     |
| -------- | ------------------------------------------------------------------------ | ---------- | -------------------------------------------------------------------- | ---------- | --------------------- | ---------- |
| Особиста | Марія Перес Іспанія                                                      | 2:38.59 WL | Антонелла Пальмізано Італія                                          | 2:39.35 NR | Ніколь Коломбі Італія | 2:41.47 PB |
| Командна | Італія Антонелла Пальмізано (2) Ніколь Коломбі (3) Федеріка Кур'яцці (5) | 10         | Іспанія Марія Перес (1) Крістіна Монтесінос (6) Беатріс Кантеро (11) | 18         | не вручалась          |            |

#### 10 км(U20)
| Першість | Золото                                                                 | Золото   | Срібло                                                  | Срібло   | Бронза                                                                    | Бронза   |
| -------- | ---------------------------------------------------------------------- | -------- | ------------------------------------------------------- | -------- | ------------------------------------------------------------------------- | -------- |
| Особиста | Софія Сантакреу Іспанія                                                | 43.57 CR | Клої ле Рок Франція                                     | 44.02 PB | Серена ді Фабіо Італія                                                    | 44.08 PB |
| Командна | Іспанія Софія Сантакреу (1) Клаудія Вентура (5) Хулія Суарес Піса (10) | 6        | Франція Клої ле Рок (2) Марін Мербітц (7) Лена Овре (8) | 9        | Італія Серена ді Фабіо (3) Еліза Маріні (9) Франческа Глорія Бузеллі (17) | 12       |

## Виступ українців
Склад збірної України для участі в чемпіонаті був затверджений Федерацією легкої атлетики України.

### Чоловіки
| Місце | Атлет                                 | Результат  |
| ----- | ------------------------------------- | ---------- |
|       | Микола Рущак Сумська область          | 1:18.50 PB |
|       | Мар'ян Закальницький Донецька область | 1:26.49    |
|       | Олексій Поліщук Житомирська область   | 1:37.05    |

| Місце | Атлет                             | Результат  |
| ----- | --------------------------------- | ---------- |
|       | Сергій Світличний Сумська область | 2:30.00 NR |
|       | Іван Банзерук Волинська область   | 2:30.22 PB |
|       | Ігор Главан Сумська область       | 2:31.26 PB |
|       | Єгор Шелест Сумська область       | 2:33.09    |

| Місце | Атлет                               | Результат |
| ----- | ----------------------------------- | --------- |
|       | Роман Горбачов Хмельницька область  | 42.38     |
|       | Едуард Муравський Волинська область | 42.56 PB  |
|       | Ілля Тишкевич Житомирська область   | 44.53     |

### Жінки
| Місце | Атлетка                              | Результат  |
| ----- | ------------------------------------ | ---------- |
| 1     | Людмила Оляновська Київська область  | 1:27.56 SB |
|       | Марія Сахарук Волинська область      | 1:31.29    |
|       | Олена Собчук Волинська область       | 1:32.05 SB |
|       | Валерія Шоломіцька Волинська область | 1:34.35 PB |

| Місце | Атлетка                                | Результат  |
| ----- | -------------------------------------- | ---------- |
|       | Ганна Шевчук Івано-Франківська область | 2:42.41 NR |

| Місце | Атлетка                               | Результат |
| ----- | ------------------------------------- | --------- |
|       | Вероніка Ткачук Житомирська область   | 48.49 PB  |
|       | Христина Понікарчик Волинська область | 49.07 PB  |
|       | Дарина Ющенко Сумська область         | 52.19 PB  |

## Медальний залік
За регламентом змагань, крім особистих медалей спортсменів, до медального заліку включалися нагороди, отримані країнами за підсумками командного заліку в межах кожної дисципліни.
| Місце               | Країна              | Золото | Срібло | Бронза | Загалом |
| ------------------- | ------------------- | ------ | ------ | ------ | ------- |
| 1                   | Іспанія             | 5      | 5      | 1      | 11      |
| 2                   | Італія              | 5      | 3      | 4      | 12      |
| 3                   | Франція             | 1      | 3      | 2      | 6       |
| 4                   | Україна             | 1      | 0      | 2      | 3       |
| 5                   | Німеччина           | 0      | 1      | 1      | 2       |
| 6                   | Угорщина            | 0      | 0      | 1      | 1       |
| Загалом (6 збірних) | Загалом (6 збірних) | 12     | 12     | 11     | 35      |

## Відео
- Трансляція змагань на YouTube (англ.)